# Wayne (Oklahoma)
Wayne – miasto w Stanach Zjednoczonych, w stanie Oklahoma, w hrabstwie McClain.